# アントニオ・コロム

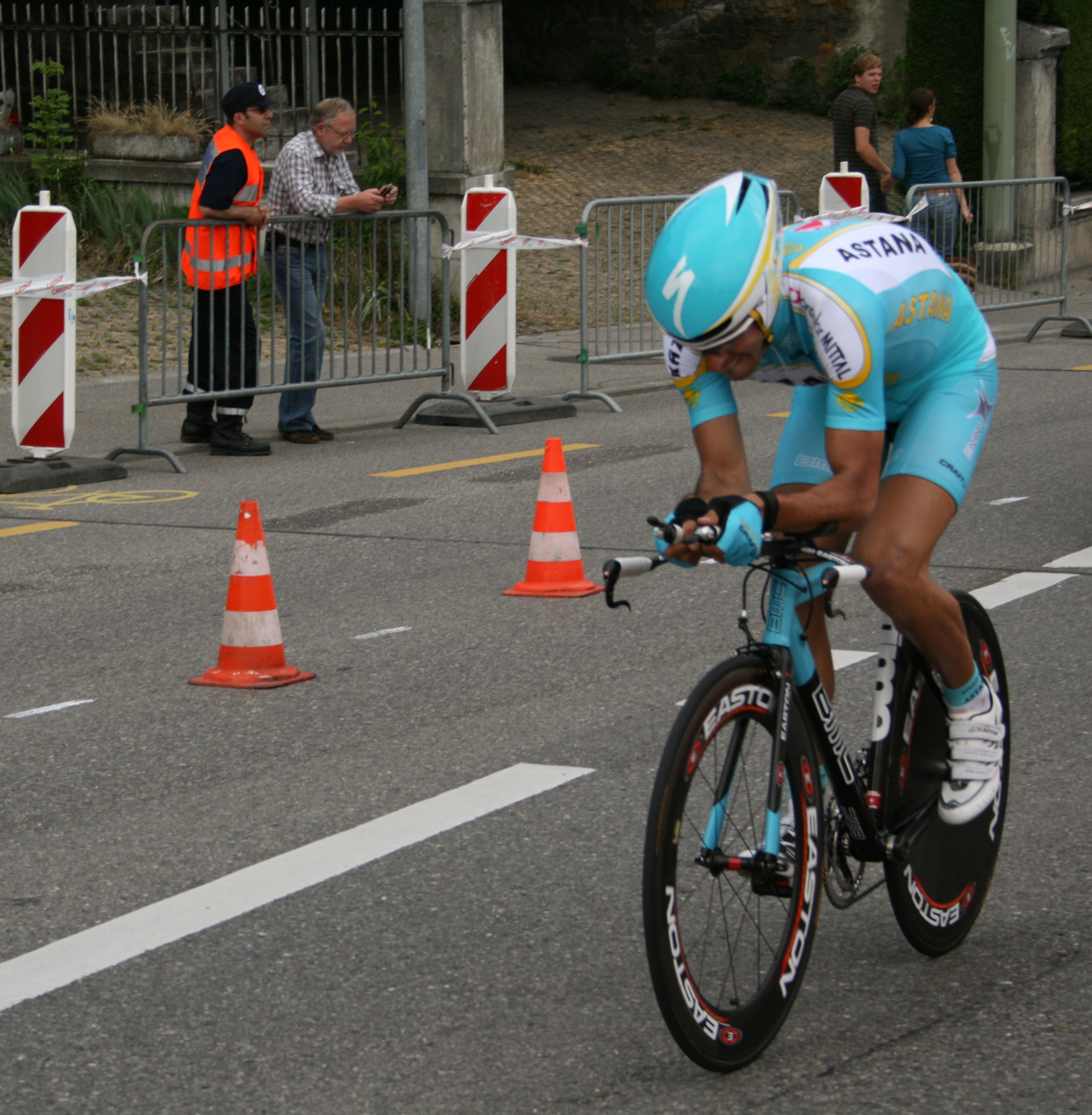
アントニオ・コロム

アントニオ・コロム・マス（Antonio Colom Mas、1978年5月11日 - ）は、スペイン・ブニョラ出身の自転車競技（ロードレース）選手。

## 経歴
1999年にプロ転向。これまで、2002年のアンダルシア一周、2004年、2009年のマジョルカ一周、2006年のコムニダ・バレンシアーナ一周の各総合優勝を果たしているが、2009年にチーム・カチューシャへ移籍した後、ここまで目覚しい戦績を収めている。
上述の通り、マジョルカ一周を制した後、パリ〜ニースでは総合5位（区間1勝）。バスク一周では最終第6ステージの個人タイムトライアルで、アルベルト・コンタドールに次いで2位に入り、総合でもコンタドールに30秒差の2位に食い込んだ。
しかし、同年6月9日、国際自転車競技連合 (UCI) はコロムに対し、エリスロポエチン (EPO) 陽性反応が認められたと公表した。2010年5月28日、スペイン自転車競技連盟より、2年間の出場停止及び46958ユーロの罰金が下された。